# Церковь Святого Иакова (Регенсбург)
Це́рковь Свято́го Иа́кова (нем. Die Irische Benediktinerklosterkirche St. Jakob und St. Gertrud — церковь Святого Иакова и Святой Гертруды) — романская базилика в Регенсбурге. Церковь также называют «Шотландской» (нем. Schottenkirche St. Jakob) и шотландским монастырём (англ. Scots Monastery). Первоначально церковь принадлежала ирландскому бенедиктинскому аббатству, основанному в 1070 году.

## Здание
Церковь является примером романской архитектуры: трехнефная базилика с тремя апсидами, башнями на востоке, и трансептом на западе. Галерея, в которой установлен орган, проходит над всеми тремя нефами в трансепте.
Центральный неф отделен от боковых цилиндрическими столбами каменной кладки (не монолитные колонны), их капитали — прекрасные образцы высокой романской скульптуры, изображающие мужчин, львов, орлов и крокодилов, и могут иметь аллегорическое значение. Углы оснований столбов украшены головами менее благородных животных, включая свиньи, собак, ослов, и стервятников.
Под аркой центральной апсиды стоят три деревянных скульптуры конца двенадцатого столетия, которые вместе формируют сцену распятия на кресте. Они первоначально стояли на алтаре, но были перекрашены в 1874 и установлены в их нынешнем положении в 1893. Сама апсида была украшена между 1866 и 1872 баварскими и австрийскими художниками в романском стиле.
Искусствовед Сергей Заграевский отмечает стилистическую близость декора «Шотландской» церкви к владимиро-суздальскому. По его мнению, подобное «ковровое» покрытие фасадов скульптурным декором имеет место и в соборе Нотр-Дам-ля-гран в Пуатье, на церкви Санта-Мария в Риполле, на церкви Санта Мария делья Пьяцца в Анконе.

## Шотландский портал
Известный архитектурный элемент церкви — Шотландский портал (нем. Schottenportal). Он занимает треть северной стены и украшен многочисленными скульптурами. Первоначальная интерпретация его скульптурной композиции обсуждается с начала XIX века. 
Из многочисленных интерпретаций известно объяснение, принадлежащее Рихарду Стробелю (1964). Портал можно визуально разделить на шесть квадратов, поделив его на три части в ширину и на две в высоту. Нижний центральный квадрат занимает дверной проем, богато украшенный косяками, в каждой из которых вставлено по скульптуре. Верхний центральный квадрат занимает тимпан, в центре которого изображен Христос, по бокам — святые Иаков и Иоанн. Над архивольтом изображен Христос с двенадцатью апостолами. Центральная скульптура в нижнем левом квадрате — Богоматерь с младенцем, по бокам расположены человеческие фигуры, ласкающие друг друга, то есть состоящие в отношениях гармонии. С левой стороны под Богоматерью изображен дракон, глотающий льва, а чуть правее изображена сирена, символ искушения. Центральная фигура в нижнем правом квадрате — мужчина на троне — заключена между агрессивными, враждебными животными и возможно представляет Антихриста. Под этой фигурой изображен крокодил, глотающий гидру, обернутую в глиняный шар. Согласно средневековой легенде, гидра, окажись она внутри, разрушила бы крокодила изнутри. В самом низу изображены монахи с книгами руках, то есть паломники и миссионеры. В верхних правом и левом квадратах изображен ряд кариатид, а над ним ряд арок без фигур. Фигуры справа, кажется, представляют недостатки. Например, вторая кариатида справа — женщина, держащая змей на груди — Luxuria (нецеломудрие). Кариатиды слева, кажется, представляют достоинства. Например, вторая фигура слева — человек, носящий заплетенный пояс; он может представить Fortitudo (храбрость). В арках, поддерживаемых кариатидами, слева изображены человеческие лица, справа — морды животных.
Немецкий писатель Оливер Пётч счёл рельефные фигуры Портала изображениями изгоев общества и сделал отверженность главным мотивом своего романа «Дочь палача и король нищих».